# Baga de zimbro

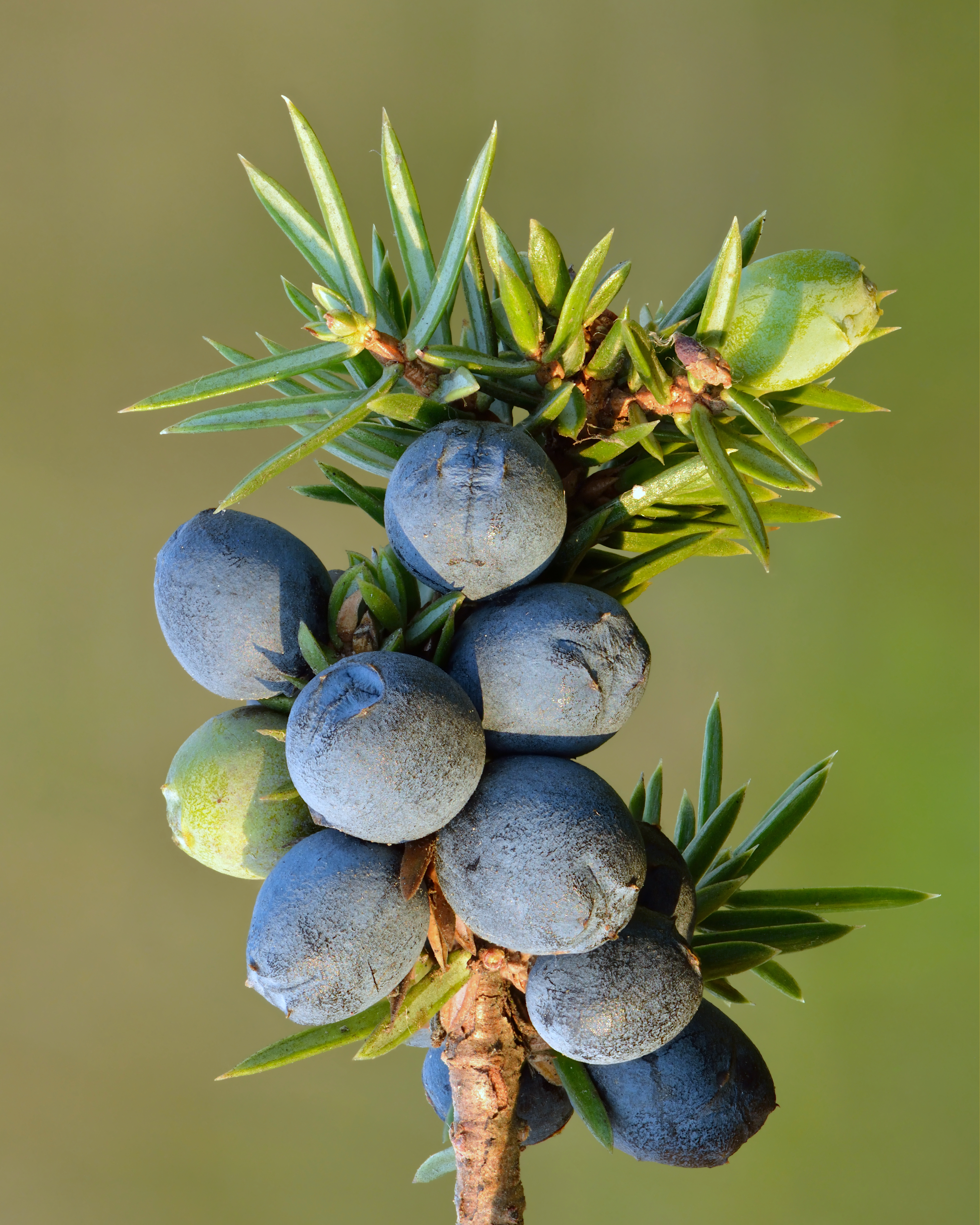
Pseudobagas (gálbulos) de Juniperus communis.

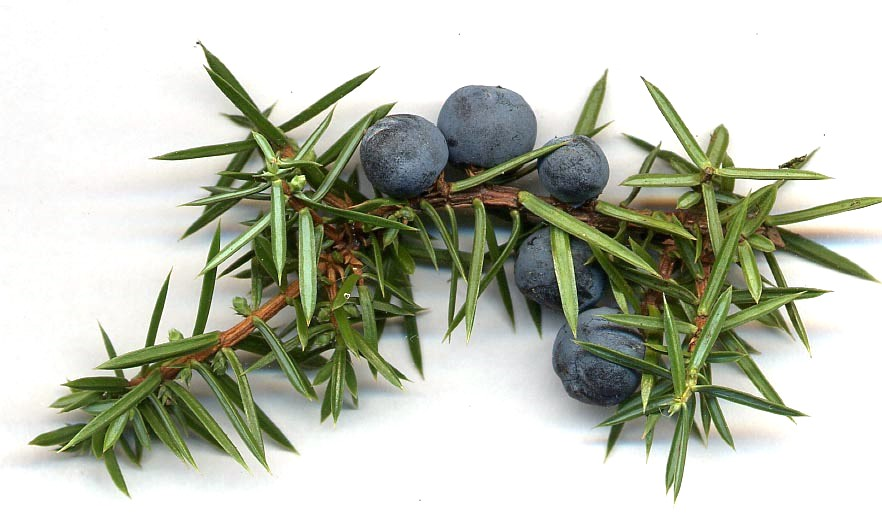
Bagas de zimbro (na realidade cones modificados).

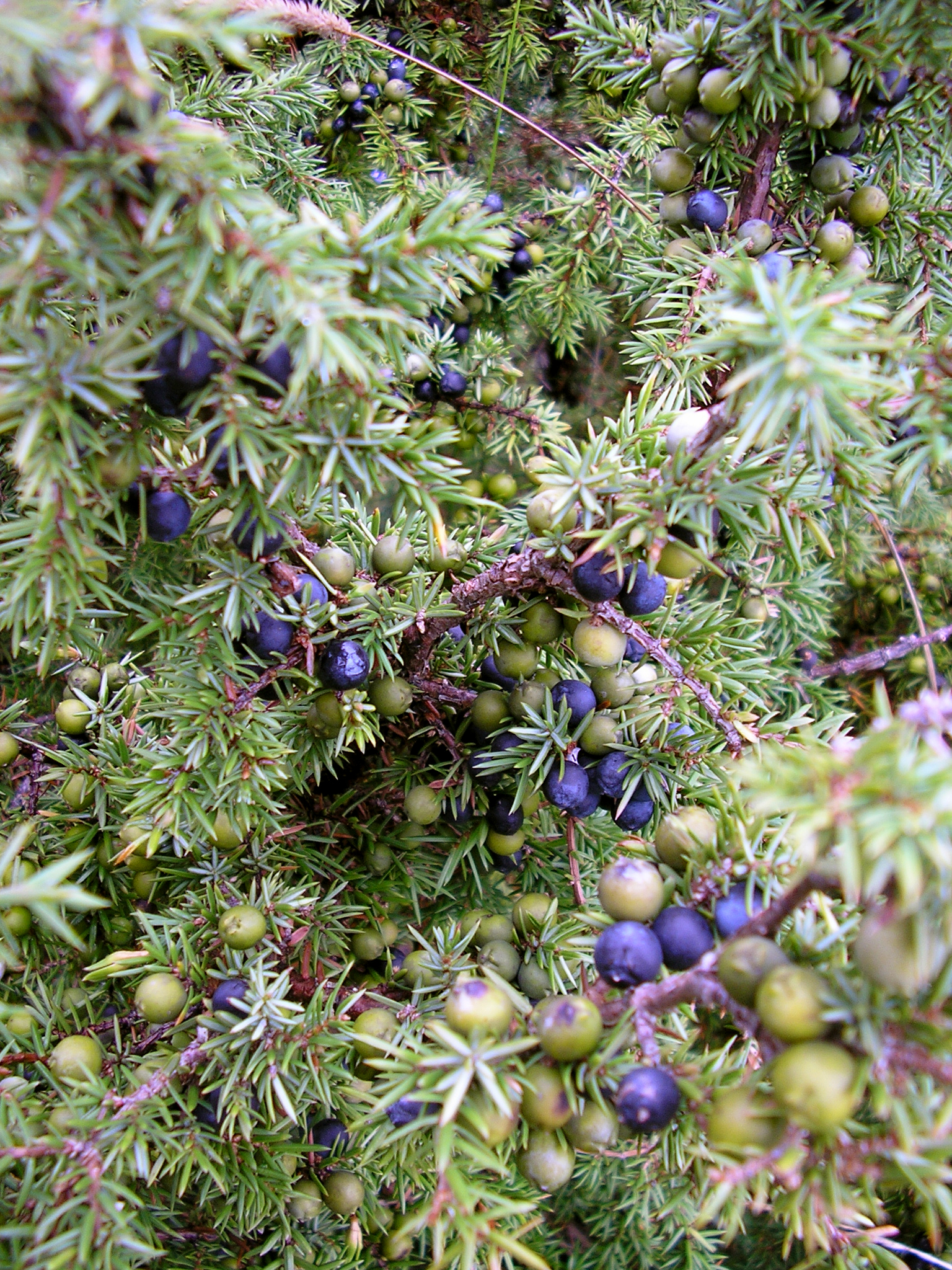
Bagas maduras (púrpura) e imaturas (verde) numa ramagem de Juniperus communis.

Baga de zimbro é a designação comum, incluindo para fins comerciais, dada às pinhas modificadas (ou cones femininos) produzidos por diversas espécies do género Juniperus, o qual inclui os zimbros e juníperos. Do ponto de vista botânico a estrutura é um gálbulo, um pseudofruto, e não uma verdadeira baga. Trata-se de um estróbilo típico das coníferas, mas cujas escamas estão profundamente modificadas e transformadas em estruturas carnudas e coalescentes, o que os transforma em verdadeiras pseudo-bagas. Este tipo de estrutura é característico de um conjunto reduzido de espécies, entre as quais Juniperus communis, sendo utilizado desde os tempos imemoriais como especiaria, particularmente na cozinha do noroeste europeu e na cozinha dos povos ameríndios da América do Norte. As bagas são também utilizadas para dar aroma e cor a diversas bebidas destiladas, entre as quais os gins. De acordo com a FAO, as bagas de zimbro são a única especiaria derivada de coníferas.

## Características
Todas as espécies do género Juniperus produzem este tipo de falsas bagas, mas a maioria é considerada demasiado amarga para poder ser ingerida por humanos. Para além de J. communis, outras espécies que produzem bagas comestíveis são Juniperus drupacea, Juniperus phoenicea, Juniperus deppeana e Juniperus californica. Algumas espécies, entre as quais Juniperus sabina, são tóxicas e o seu consumo não é recomendável.
As bagas de Juniperus communis e da maioria das restantes espécies comestíveis têm 4-12 mm de diâmetro, embora nalgumas espécies possam ser maiores, como é o caso de J. drupacea cujas bagas têm 20–28 mm de diâmetro, as mais volumosas entre as espécies com utilização alimentar conhecida.
Ao contrário do que acontece com as escamas das pinhas da grande maioria da coníferas, que endurecem e lenhificam com a maturação, no caso das espécies do género Juniperus, as escamas permanecem macias, engrossando numa estrutura carnuda que coalesce numa pseudo-baga que recobre as sementes. As gabas assim formadas são verdes e duras quando imaturas, mas quando amadurecem engrossam, amolecem e ganham sabor e aroma frutado. Embora em algumas espécies as bagas maduras possam ter coloração amarelada ou alaranjada quando maduras, na maioria das espécies comestíveis ao maturarem adquirem coloração negra-azeviche ou azul-escura com laivos de púrpura. O período de maturação ronda os 18 meses na maioria das espécies, incluindo J. communis (mais curta, 8–10 meses em algumas espécies, mas cerca de 24 meses em J. drupacea).
A utilização culinária cinge-se em geral às bagas maduras, sendo preferidas as de cor negra, enquanto na utilização para preparação de bebidas destiladas são preferidas bagas com desenvolvimento completo mas ainda imaturas. Na preparação dos gins, o sabor e aroma é dado por bagas já completamente crescidas mas que ainda retêm a cor verde típica das bagas imaturas.
O sabor das bagas imaturas, enquanto verdes, apresenta um perfil dominado pelos óleos essenciais do grupo do pineno, com traços que são em geral descritos como sabores do tipo resinoso e a pinho. Quando as bagas amadurecem, este fundo do tipo pinho ganha notas descritas como próximo dos sabores associados aos citrinos e às ervas aromáticas verdes. As camadas externas da baga são relativamente pobres em sabor, razão pela qual as bagas são em geral pelo menos ligeiramente maceradas antes de serem usadas como condimento em confecções culinárias ou como aromatizante em bebidas. As bagas podem ser utilizadas frescas ou secas, mas a intensidade do seu aroma e sabor declina com a secagem e armazenamento, razão pela qual são em geral utilizadas em fresco e sempre que possível imediatemente após a colheita.

## Utilização
As bagas de zimbro são muito usados na culinária do noroeste da Europa, particularmente da Escandinávia e da região báltica, com o objectivo de "dar um sabor claro e nítido" a pratos de carne, especialmente de aves selvagens (incluindo o tordo, melro, e galinhola) e de caça (incluindo javali, gamo e veado). Também é utilizado para temperar pratos de carne de porco e de couves e outros vegetais de folha, especialmente em pratos de chucrute.
Algumas receitas tradicionais mais conhecidas do noroeste europeu, como o choucroute garnie, um prato alsaciano de chucrute e carnes, incluem obrigatoriamente bagas de zimbro. Para além de múltiplos pratos noruegueses e suecos, as bagas de zimbro também são por vezes utilizados na cozinha alemã, austríaca, checa, polaca e húngara, muitas vezes com assados (tais como o sauerbraten, uma especialidade alemã). Também a cozinha da região alpina da Itália, em especial a do Tirol do Sul, incorpora bagas de zimbro.
As bagas de zimbro, predominantemente da espécie Juniperus communis, são um ingrediente essencial para o gin, uma bebida destilada criada no século XVII nos Países Baixos. O nome da bebida advém de "jenever", termo flamengo para zimbro, que foi adaptado para as línguas inglesa e portuguesa através da abreviação de "genièvre" (em português, ginebra ou genebra), a palavra francesa para zimbro. A qualidade do zimbro é um aspecto crítico na produção do gin, pois bagas de alta qualidade possuem óleos essenciais que proporcionam um sabor complexo e aroma distintivo ao gin.
Entre as múltiplas bebidas que incluem como ingrediente a baga de zimbro está a cerveja finlandesa de centeio e zimbro conhecida como sahti, que é aromatizada com frutos e ramos de zimbro. A marca Dry Soda produz um refrigerante aromatizado com baga de zimbro, como parte de sua oferta de sabores. Recentemente, algumas destilarias americanas começaram a usar variedades norte-americanas de zimbro, como Juniperus occidentalis, para aromatizar bebidas destiladas.
As bagas de zimbro foram inicialmente utilizadas como medicamento natural, pois são diuréticas e consideradas estimulantes do apetite e um remédio para o reumatismo e a artrite. Algumas tribos nativas do Oeste americano relatam ter usado o zimbro como um inibidor do apetite em tempos de fome. Actualmente, o zimbro está sendo estudado como um possível tratamento para casos de diabetes associados à dieta, uma vez que favorece a libertação de insulina do pâncreas (daí aliviar a fome). Também é referido com tendo sido usado por algumas tribos como contraceptivo feminino.
Algumas espécies norte-americanas de Juniperus produzem bagas com um sabor mais adocicado e menos resinoso do que as espécies que são utilizadas como condimento. Por exemplo, as pseudobagas carnudas de Juniperus californica são descritas como "secas, farinhentas e fibrosas, mas doces e sem traços de resina". Essas espécies têm sido utilizadas não só como condimento mas também como um alimento nutritivo por alguns povos ameríndios da América do Norte. Para além de fins medicinais e culinários, os povos nativos norte-americanos também utilizavam as sementes encontradas dentro de bagas de zimbro como contas para a confecção de joias e decoração.
Um óleo essencial extraído de bagas de zimbro é utilizado em aromaterapia e perfumaria. Aquele óleo essencial pode ser destilado das bagas de zimbro e é também utilizado para dar sabor e aroma a gins.
A origem utilização das bagas de zimbro é muito antiga. Bagas de Juniperus phoenicea e Juniperus oxycedrus foram encontradas em múltiplos túmulos do antigo Egipto. Embora não se conheça a ocorrência natural de J. oxycedrus e de Juniperus excelsa no Egipto, bagas destas espécies, a que se juntam bagas de J. oxycedrus, foram encontradas no túmulo de Tutankhamun. Estas bagas terão sido importadas, provavelmente a partir da Grécia.
Na Grécia Clássica os registos da utilização de bagas de zimbro para fins medicinais precedem em muito a sua a sua menção como condimento. Os antigos gregos usavam as bagas em muitos dos seus eventos olímpicos devido à sua crença de que o consumo das bagas aumentariaa resistência física dos atletas.
Os romanos utilizavam bagas de zimbro como um sucedâneo barato e de produção doméstica da pimenta preta e da pimenta longa importadas da Índia. Era também usada como adulterante, uso reportado por Plínio, o Velho na sua História Natural quando afirma: "A pimenta é adulterado com bagas de zimbro, as quais têm a propriedade, num grau maravilhoso, de assumir a pungência da pimenta." Plínio também afirmou, embora incorretamente, que a pimenta preta crescia em árvores "muito similares na aparência aos nossos zimbros".